# Vem Comigo
Vem Comigo foi um programa da TV Gazeta do gênero Jornalístico anteriormente apresentado pelo consagrado jornalista Goulart de Andrade, sendo exibido semanalmente aos Domingos, às 23h30.
O programa foi dirigido primeiramente por Marco Vale, e depois por Guilherme Fontana, e a direção geral era de Máurio Galera, Robson Valichieri e Ross Salinas.
Criado e executado por uma parceria entre Goulart de Andrade e o núcleo de Criação da TV Gazeta, o programa trazia como integrantes e peças-chave, os alunos das disciplinas de Rádio e TV e Jornalismo da Faculdade Cásper Líbero, que são desafiados a realizarem matérias sobre diversos temas. Logo após a morte do apresentador, em 23 de agosto de 2016, o programa passou a ser apresentado pelos alunos da faculdade até 16 de outubro do mesmo ano, quando sua última edição foi exibida e o programa, cancelado.

## Nome do Programa
O nome do programa (Vem Comigo) se dá pelo bordão famoso que apresentador Goulart de Andrade utilizava em suas matérias ao chamar o telespectador para acompanhá-lo durante a reportagem.

## O Apresentador
Goulart de Andrade é um consagrado jornalista e apresentador com mais de 50 anos de profissão, que traz sua bagagem de reportagens e experiência para a emissora, e apresenta o programa Vem Comigo. Leia mais.

## Formato
O programa passou por 3 formatos diferentes:

### Formato Original (Novembro de 2012 até Agosto de 2013)
Primeiramente exibido às segundas às 23h30. Cada tema era discutido em dois programas com 4 alunos participantes da edição, sendo 2 do curso de Rádio e TV, e 2 do curso de Jornalismo da Faculdade Cásper Líbero. No primeiro, era exibida a matéria antiga realizada por Goulart de Andrade, e os alunos participantes conversavam com o apresentador sobre esta matéria no estúdio. Na semana seguinte, era apresentada a matéria feita e atualizada pelos alunos, então era discutido o que foi feito. O Programa também contava com quadros que debatiam filmes relacionados ao tema, e também um quadro de workshop, em que o cinegrafista profissional do programa ensinava conceitos básicos de operação de câmera e linguagem ao aluno cinegrafista da edição.

### Segundo Formato (Setembro de 2013 até Dezembro de 2014)
O programa passa a ser exibido aos domingos com duração de 1 hora. Cada tema era tratado apenas em um programa, e são 4 alunos participantes da edição continuando com 2 do curso de Rádio e TV, e 2 do curso de Jornalismo da Faculdade Cásper Líbero. No mesmo dia, era exibida a matéria de Goulart de Andrade e a matéria dos alunos. A gravação de estúdio também passou a ser feita no mesmo dia, debatendo as duas matérias exibidas. O workshop feito com o aluno cinegrafista que anteriormente era exibido, passou a ser feito apenas fora do ar.

### Terceiro Formato (Janeiro de 2015 - Agosto de 2016)
O programa passa a ter 30 minutos de duração e continua a ser transmitido aos domingos. Não existe mais a obrigatoriedade de relacionar o tema com uma matéria do passado feita por Goulart de Andrade, e a abordagem do programa agora é sobre temas mais quentes. A equipe de alunos da Faculdade Cásper Líbero foi reduzida para 3 integrantes, alternando semanalmente se são 2 de Rádio e TV, ou 2 de Jornalismo. Na semana em que são 2 de Rádio e TV, é realizada uma reportagem tradicional, com um aluno de Jornalismo desempenhando o papel de repórter, e também uma videorreportagem comandada pelos alunos de Rádio. Já na semana em que são 2 de Jornalismo, são realizadas duas reportagens tradicionais, sendo que cada aluno de Jornalismo é repórter de uma, enquanto que o de Rádio e TV desempenha o papel de cinegrafista para as duas.

## Equipe do Programa

### Equipe Inicial
A equipe foi contratada em Agosto de 2012 pelos Diretores Gerais. Formavam a equipe inicial: Diógenes Menon (Roteirista), Marco Vale (Direção), Guilherme Fontana (Produção), Júnia Teixeira (Produção), Gabriel Fabbri (Produção), Luis Henrique Marcondes (Edição), Roberto Caliman (Cinegrafista), Edson Cabariti (Auxiliar de Câmera), André Diogo (Auxiliar de Câmera) e Maíra Inoccencio (Editora de texto).

### Equipe Atual
A equipe atual é formada por: Guilherme Fontana (Direção), Júnia Teixeira (Produção), Gabriel Fabbri (Produção), Luísa Cardoso (Editora de texto), Thomas Oliveira (Cinegrafista), Marcus Faria (Auxiliar de Câmera) e Miguel Horta (Edição).

### Outros Integrantes
Passaram pela equipe do Vem Comigo também: Giuliana Sona, Gabriel Ribeiro, Gabriel Rao, entre outros.

### A Direção
Marco Vale foi o primeiro diretor do programa. Marco Vale é também atualmente professor da Faculdade Cásper Líbero. E dirigiu o programa até Julho de 2014, sendo seu último tema, Cachorros Abandonados.
Guilherme Fontana, que anteriormente era Produtor do programa, agora é o atual Diretor.

## Quantidade de Programas Produzidos
Atualmente já foram ao ar mais de 111 programas, sendo 40 programas sobre os 20 primeiros temas (Formato Original), e um programa pra cada tema até o tema 91.

## Temas
O primeiro tema do programa Vem Comigo foi "Juqueri", assunto polêmico de uma das matérias mais consagradas de Goulart de Andrade.
Alguns temas levantados pelo programa foram:
•	Água
•	Animais de Estimação
•	Aviação
•	Balões
•	Cachorros Abandonados
•	Carros
•	Cerveja
•	Chacrinha
•	Criação de Avestruz
•	Criação de Jacaré
•	Cultura Japonesa
•	Dengue
•	Desenho animado
•	Discos de Vinil
•	Dublagem
•	Efeitos Especiais
•	Esportes de Inverno
•	Falcoaria
•	Grafite
•	Imigrantes no Brasil
•	Legistas
•	Manutenção do Metrô
•	Mosteiro de São Bento
•	Motociclistas
•	Mulheres Brasileiras
•	Receita Federal
•	Reciclagem
•	Restauração de Carros
•	Travestis

## Curiosidades
Dia 30 de Novembro de 2014 foi exibido o último programa da temporada de 2014 realizado com uma equipe especial de alunos veteranos do programa, e este abordou um dos temas mais pedidos pelos telespectadores: Travestis.
O segundo tema mais pedido é o “ET de Varginha”, mas este ainda não foi produzido.